# Tiguipa (Tarija)
Tiguipa (auch: Tiguipa Estación) ist eine Ortschaft im Departamento Tarija im Tiefland des südamerikanischen Anden-Staates Bolivien.

## Lage im Nahraum
Tiguipa ist die zweitgrößte Ortschaft im Municipio Villamontes in der Provinz Gran Chaco. Die Ortschaft liegt auf einer Höhe von 541 m etwa 15 Kilometer östlich der Voranden-Kette der Serranía Aguaragüe, die von Boyuibe im Norden über Villamontes nach Yacuiba im Süden verläuft und bei Tiguipa Höhen von bis zu 800 m erreicht. Tiguipa ist im Umkreis von 1 bis 2 km von Weide- und Ackerland umgeben, im Anschluss daran erstrecken sich ausgedehnte Laubwälder.

## Geographie
Tiguipa liegt in den wechselfeuchten Tropen am nordwestlichen Rand des bolivianischen Chaco.
Die Jahresdurchschnittstemperatur der Region liegt bei 25 °C (siehe Klimadiagramm Villamontes), die Monatswerte schwanken zwischen knapp 20 °C im Juni und Juli und 29 °C im Dezember und Januar. Das Klima ist semihumid und weist eine deutliche Trockenzeit von Mai bis September auf, der Jahresniederschlag beträgt weniger als 700 mm, von Dezember bis März werden Monatswerte von 100 bis 140 mm erreicht.

## Verkehrsnetz
Tiguipa liegt in einer Entfernung von 590 Straßenkilometern südöstlich von Sucre, der Hauptstadt des Departamento Chuquisaca.
Von Sucre aus führt die 976 Kilometer lange Nationalstraße Ruta 6 über Zudáñez, Padilla, Monteagudo, Lagunillas und Camiri nach Boyuibe nördlich von Macharetí. Hier kreuzt die Ruta 6 die 1631 Kilometer lange Ruta 9 von Guayaramerín an der brasilianischen Grenze über Santa Cruz nach Yacuiba an der argentinischen Grenze. Von Boyuibe aus sind es 58 Kilometer auf der Ruta 9 über die Ortschaften Macharetí und Tiguipa (Chuquisaca) nach Camatindi, wo eine unbefestigte Straße nach Osten abzweigt und Tiguipa nach acht Kilometern erreicht.
Tiguipa ist Bahnstation der Bahnlinie, die von Santa Cruz im Norden nach Yacuiba an der argentinischen Grenze führt.

## Bevölkerung
Die Einwohnerzahl des Ortes ist in den vergangenen beiden Jahrzehnten um etwa ein Drittel zurückgegangen:
| Jahr | Einwohner | Quelle       |
| ---- | --------- | ------------ |
| 1992 | 1277      | Volkszählung |
| 2001 | 830       | Volkszählung |
| 2012 | 785       | Volkszählung |
| 2024 |           | Volkszählung |

Die Region weist einen gewissen Anteil an Quechua-Bevölkerung auf, im Municipio Villamontes sprechen 5,5 Prozent der Bevölkerung Quechua.